# Procuraduría Federal del Consumidor

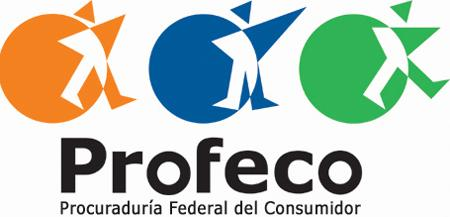
Antiguo logo de la PROFECO

La Procuraduría Federal del Consumidor (PROFECO) es un organismo descentralizado de servicio social con personalidad jurídica y patrimonio propio, cuya cabeza de sector es la Secretaría de Economía del Gobierno Federal Mexicano. 
Se instauró el 5 de febrero de 1976 al publicarse la Ley de Protección a los Consumidores.

## Historia
El 1 de febrero de 1977, la Ley Federal de Protección al Consumidor llevó a la creación de un organismo especializado en la procuración de justicia en la esfera del consumo. 
Nacieron así el Instituto Nacional del Consumidor (INCO), dedicado a la educación en temas consumo, y la Procuraduría Federal del Consumidor (Profeco), esta última como organismo descentralizado de servicio social, personalidad jurídica y patrimonio propio con funciones de autoridad administrativa encargada de promover y proteger los intereses del consumidor.

## Derechos del Consumidor
Los siete derechos básicos del consumidor resumen facultades y obligaciones que otorga la Ley Federal de Protección al Consumidor.
1. DERECHO A LA INFORMACIÓN: La publicidad, las etiquetas, los precios, los instructivos, las garantías y, en general, toda la información de los bienes y servicios que te ofrezcan debe ser oportuna, completa, clara y veraz, de manera que puedas elegir qué comprar con pleno conocimiento.
2. DERECHO A LA EDUCACIÓN: Puedes recibir instrucción en materia de consumo, conocer tus derechos y la forma en que te protege la ley, así como organizarte con familiares o vecinos para aprender a consumir mejor y de manera más inteligente.
3. DERECHO A ELEGIR: Al escoger un producto o servicio nadie puede ejercer presión, condicionar la venta a cambio de comprar algo o exigir pagos o anticipos sin que se haya firmado un contrato.
4. DERECHO A LA SEGURIDAD Y CALIDAD: Los bienes y servicios que se ofrecen en el mercado deben cumplir con las normas y las disposiciones en materia de seguridad y calidad. Además, los instructivos deben incluir las advertencias necesarias y explicar claramente el uso adecuado de los productos.
5. DERECHO A NO SER DISCRIMINADOS: No pueden negarte la compra de un producto o la contratación de un servicio, tampoco te pueden discriminar o tratar mal por cuestiones de sexo, raza, religión, condición económica, nacionalidad, orientación sexual ni por tener alguna discapacidad.
6. DERECHO A LA COMPENSACIÓN: Si un proveedor vende un producto de mala calidad o que no cumple con las normas, tienes derecho a que te repongan el producto o te reembolsen el dinero: y, en su caso, a una bonificación no menor a 20% del precio pagado. También a una bonificación cuando no se proporcione un servicio o se otorgue de forma deficiente. Asimismo, tienes derecho a que te indemnicen por los daños y perjuicios que hayan ocasionado.
7. DERECHO A LA PROTECCIÓN: Puedes ser defendido por las autoridades, exigir la aplicación de las leyes y también a organizarte con otros consumidores para defender sus intereses comunes. Cuando algún proveedor no respete los derechos o cometa abusos en contra de los consumidores, Profeco pone a su disposición el Teléfono del Consumidor (5568 8722 en el DF y zona metropolitana, y 01 800 468 8722, larga distancia sin costo desde el resto del país).

## Servicios
Profeco provee servicios de asesoría a la ciudadanía, además de informar oportunamente sobre el consumo responsable. A continuación algunos de los programas que Profeco lleva a cabo. 

### Quién es Quién en los Precios
Quién es Quién es un programa desarrollado por Profeco para ayudar a los consumidores a permanecer informados sobre los precios de productos y servicios para tomar decisiones de consumo inteligente y mejorar la economía familiar.
Este programa cuenta con tres herramientas: 
1. Quién es Quién en los Precios: Permite se puede consultar los precios del catálogo de productos, como abarrotes, carnes, lácteos, frutas, legumbres, aparatos electrodomésticos, línea blanca y medicamentos. Además, productos de temporada como pescados y mariscos durante Cuaresma; artículos escolares, uniformes, tenis y libros de texto durante el regreso a clases; y juguetes y artículos navideños en la temporada decembrina. Asimismo, considera comparación de precios de gasolina y diésel, al igual que la plataforma de PETROIntelligence (www.petrointelligence.com) la cual permite comparar precios y conocer los resultados de los reportes de la PROFECO.
2. Quién es Quién en Crédito a Pagos Fijos: Permite hacer comparativos en la compra de aparatos electrónicos o de línea blanca con los créditos a pagos fijos que ofrecen las tiendas.
3. Quién es Quién en el Envío de Dinero: Permite hacer comparativos en los costos de los envíos de dinero de EE. UU. a México.

### Revista del Consumidor
Revista del Consumidor: nació en noviembre de 1976, al mismo tiempo que la Ley Federal de Protección al Consumidor, el Instituto Nacional del Consumidor y la Procuraduría Federal del Consumidor.

### Revista del Consumidor en línea
Durante los últimos años, la Revista del Consumidor ha experimentado una serie de cambios en su imagen con la intención de ser más atractiva al público. La página web Revista del Consumidor en Línea es parte de dichas transformaciones. En este espacio se difunde parte del contenido de la revista impresa, así como notas sobre consumo y todos los programas de Revista del Consumidor TV y Radio que se producen en los estudios de Profeco cada semana, y que se transmiten en la radio y la televisión nacional a través de tiempos oficiales. Además, se publican webcasts y podcasts , así como información descargable como el Platillo Sabio Profeco, la Tecnología Doméstica Profeco y los estudios de calidad. La Revista del Consumidor también cuenta con presencia en diversas redes sociales que continuamente difunden su contenido. 

### Brújula de Compra
Brújula de compra es un newsletter, un correo electrónico navegable que tiene la finalidad de mantener informados a los consumidores, así como de ofrecer artículos útiles para tomar mejores decisiones de compra. Este newsletter contiene artículos relacionados con el consumo, análisis de precios, estudios comparativos y recomendaciones para ahorrar y comprar con conocimiento.

### Registro Público Para Evitar Publicidad
El Registro Público Para Evitar Publicidad (REPEP) es un mecanismo de protección que facilita el ejercicio del derecho de los consumidores a no ser molestados con publicidad no deseada y a que su información no sea utilizada con fines mercadotécnicos o publicitarios. A pesar de que existen diversos medios a través de los cuales los consumidores pueden recibir publicidad, como parte de una primera etapa se protegerá solo a los consumidores que no deseen ser molestados en su número telefónico.

### Asesoría en materia de consumo y quejas
Se pueden presentar inconformidades con respecto a operaciones comerciales ante Profeco mediante la exposición de una denuncia y la imposición de una queja. 

### Buró Comercial
El Buró Comercial de Profeco es una herramienta que permite acceder a información de las quejas, procedimientos y contratos de adhesión registrados ante la Institución. Desde 2007, el Buró Comercial de Profeco cuenta con información de los 450 proveedores con mayor número de quejas a nivel nacional. A partir de enero de 2009 se puede consultar el comportamiento comercial de todos los proveedores con quejas ante la Procuraduría.

### Regulación de Publicidad
Profeco efectúa monitoreos de la información desplegada en los medios masivos de comunicación, además de recibir y analizar denuncias que presentan tanto consumidores como proveedores con la finalidad de hacer un análisis de la publicidad que pueda ser lesiva de los derechos a los consumidores que señala la ley.

### Concilianet
Es una herramienta en internet que hace posible la conciliación de controversias. A través de este procedimiento se busca encontrar una solución de mutuo acuerdo a la problemática existente entre las partes, en este caso el consumidor y el proveedor. La conciliación se logra cuando las partes se ponen de acuerdo y hacen un pacto o convenio que subsana el incumplimiento que originó la queja. En casos de conciliación, la Procuraduría funge como árbitro para dirimir la controversia que le sea planteada. En el caso de Concilianet, solamente las empresas que estén registradas en dicho programa son con las que se puede conciliar.

### Procitel
El Programa de Citas por Teléfono (Procitel) se estableció para la recepción de quejas y, en su caso, la conciliación telefónica en las Delegaciones y Subdelegaciones de Profeco. 

### Asociaciones de Consumidores
Los consumidores tienen el derecho de agruparse y de usar su poder para lograr una relación equilibrada con sus proveedores de bienes y servicios; al unirse pueden constituir una asociación de consumidores. Profeco ofrece asesoría a los interesados en formar asociaciones formales que funcionen de manera autónoma, que sean representantes de la sociedad civil y se constituyan como auténticas interlocutoras dispuestas a dialogar con el Estado mexicano para participar en la toma de las decisiones que afectan o podrían afectarlos como consumidores. 
A través de la Coordinación de Fomento de Asociaciones de Consumidores (COFAC), Profeco apoya y alienta a los interesados en asumir esa responsabilidad para impulsar el trabajo solidario de los consumidores y fortalecer el movimiento de consumidores en el país. Las asociaciones de consumidores construyen un plan de trabajo vinculado al consumo, en torno al cual organizan sus actividades: estudian, investigan, proponen nuevas prácticas, previenen los efectos indeseables de algún fenómeno de consumo o promueven la permanente actualidad de las normas que influyen en los aspectos económicos, culturales o sanitarios del consumo. También adoptan estrategias y líneas de acción para promover y difundir la cultura del consumo racional y sustentable, defender los derechos de los consumidores ante las instancias competentes, eliminar las prácticas asimétricas entre proveedores y consumidores, fomentar la seguridad y la calidad en el consumo de productos y servicios y unir sus esfuerzos con los de otras agrupaciones para construir un movimiento de consumidores sólido y estable.

### Amas de Casa Vigilantes
Con el objetivo de que las jefas de familia velen por la economía y coadyuven en la protección de los derechos de los consumidores se creó el programa Amas de Casa Vigilantes. Mediante este programa se vigila el comportamiento de los comerciantes para evitar aumentos injustificados en los precios de los productos de principal consumo.

### Profeco en 30
La plataforma Profeco en 30 es una herramienta para denunciar el incumplimiento a las disposiciones de la Ley Federal de Protección al Consumidor por parte de los proveedores de servicios. Es una aplicación móvil a través de la cual los consumidores pueden presentar quejas y denuncias . La aplicación se encuentra disponible en iOS y Android.

## Organización

### Subprocuradurías
De manera interna, Profeco se divide en departamentos denominados Subprocuradurías, las cuales son entidades temáticas interrelacionadas cuyo fin es brindar un mejor servicio a los ciudadanos. 

#### Subprocuraduría de Servicios
La Subprocuraduría de Servicios ofrece asesoría gratuita, recibe y gestiona las quejas y las denuncias de los consumidores; también realiza trámites como supervisar la publicidad que sea engañosa, el registro de números telefónicos para evitar llamadas publicitarias, inicia procedimientos por infracciones a la Ley, supervisa los procesos de conciliación y el registro o la cancelación de contratos de adhesión de los proveedores , entre otros.

#### Subprocuraduría de Verificación y Defensa de la Confianza
La SubProcuraduría de Verificación y Defensa de la Confianza se encarga de cuidar el cumplimiento de la ley en las relaciones entre proveedores y consumidores, por medio de visitas y operativos de verificación y vigilancia de establecimientos comerciales; asimismo, con el laboratorio evalúa la calidad de distintos productos. De encontrar irregularidades puede imponer sanciones tales como multas, clausuras e incluso la destrucción de productos, también emite alertas para prevenir al consumidor sobre productos o comercios que puedan ser un riesgo. 
De acuerdo con el marco jurídico aplicable se verifican los siguientes aspectos: 
- Comerciales: revisa el precio del combustible.
- Documentales: aprueba el modelo o prototipo de instrumento de medición.
- Volumétricos: constata físicamente que las cantidades de despacho coincidan con lo solicitado.
- Electrónicos: supervisa que no haya sido alterada la constitución electrónica del instrumento de medición.
- De calidad y seguridad: comprueba que no se ponga en riesgo la vida o la salud de los consumidores.

Esta Subprocuraduría también brinda asesoría a los proveedores para que cumplan con sus obligaciones.

#### Coordinación General de Educación y Divulgación
La Coordinación General de Educación y Divulgación se encarga de fomentar una cultura de consumo inteligente y responsable por medio de la difusión y la enseñanza para que los ciudadanos estén informados.Para cumplir con su objetivo, la coordinación crea productos informativos que promueven los derechos de los consumidores y los pasos del consumo inteligente; asimismo, lleva a cabo acciones preventivas como la educación, la organización y la capacitación de consumidores. La CGED cuenta con producción propia de televisión, radio, digital y editorial impresa. 

#### Laboratorio Nacional de Protección al Consumidor
El Laboratorio Nacional de Protección al Consumidor se dedica a elaborar estudios de calidad de productos de consumo generalizado y de impacto en la nutrición, seguridad y economía. Con esta información, el consumidor puede hacer mejores elecciones de compra, ya que en los estudios se evalúan distintos productos y se constata que cumplan con los requerimientos establecidos para considerarse seguros, que proporcionen información veraz, que no sean un riesgo para la salud y que contengan la cantidad e ingredientes que ostentan, entre otras variables. Además, el Laboratorio Profeco está a la vanguardia en su género y se encuentra certificado en la norma NMX-ISO-9000-2000 y acreditado en la NMX-ISO-17025-2005, estándares que dan validez internacional a los resultados de sus análisis.

#### Subprocuraduría Jurídica
La Subprocuraduría Jurídica es responsable de defender los derechos del consumidor mediante la aplicación de la Ley Federal de Protección al Consumidor en la República Mexicana. Para llevar a cabo su objetivo, entre otras actividades, trabaja con instancias nacionales e internacionales en temas relacionados con el consumo y realiza acciones de grupo en contra de empresas que lesionan los derechos e intereses de los consumidores. A través del marco jurídico y normativo y asuntos internacionales ofrece al consumidor y al proveedor información legal en la materia.

#### Coordinación General de Administración
La CGA es la responsable de administrar los recursos humanos, materiales, financieros e informáticos, a través del establecimiento y aplicación de normas, criterios, sistemas y procedimientos, así como herramientas metodológicas, a fin de que las Unidades Administrativas cuenten con los recursos, la organización y la tecnología necesaria, para el desempeño de las funciones encomendadas.

#### Subprocuraduría en materia de Telecomunicaciones
Aunque no se ha definido con exactitud el nombre que llevará este nuevo componente de la Procuraduría Federal del Consumidor, lo cierto es que por disposición expresa del artículo vigésimo primero transitorio de la Ley Federal de Telecomunicaciones y Radiodifusión, se prevé la creación de una unidad administrativa con nivel no inferior al de una Subprocuraduría, que se encargara de velar por los derechos de los consumidores en materia de telecomunicaciones.

## Titulares de la Profeco
| N.º         | Procurador (a)                | Periodo    |
| ----------- | ----------------------------- | ---------- |
| 1º          | Salvador Pliego Montes        | 1976-1988  |
| 2º          | Ignacio Pichardo Pagaza       | 1988-1989  |
| 3º          | Emilio Chuayffet Chemor       | 1989-1990  |
| 4º          | Javier Coello Trejo           | 1990-1991  |
| 5º          | Alfredo Baranda García        | 1991-1994  |
| 6º          | Fernando Lerdo de Tejada Luna | 1994-1997  |
| 7º          | Roberto Campa Cifrian         | 1997-1999  |
| 8º          | María Eugenia Bracho González | 1999-2004  |
| 9º          | Carlos Arce Macías            | 2004-2006  |
| 10º         | Antonio Morales de la Peña    | 2006-2011  |
| 11º         | Bernardo Altamirano Rodríguez | 2011-2012  |
| 12º         | Humberto Benítez Treviño      | 2012-2013  |
| 13º         | Alfredo Castillo Cervantes    | 2013-2014  |
| 14º         | Lorena Martínez Rodríguez     | 2014-2016  |
| 15º         | Ernesto Nemer Álvarez         | 2016-2017  |
| —           | Rafael Ochoa Morales*         | 2017       |
| 16º         | Rogelio Cerda Pérez           | 2017-2018  |
| 17º         | Ricardo Sheffield             | 2018-2023  |
| 18º         | David Aguilar Romero          | 2023-2024  |
| 19º         | César Iván Escalante Ruiz     | Desde 2024 |
| *: interino |                               |            |

## Publicaciones
- Revista del Consumidor: nació en noviembre de 1976, al mismo tiempo que la Ley Federal de Protección al Consumidor, el Instituto Nacional del Consumidor y la Procuraduría Federal del Consumidor.
- Revista del Consumidor TV: se trata de un miniprograma de 16 minutos, donde son comentados los artículos de la Revista del Consumidor